# 沼津市立原東小学校
沼津市立原東小学校（ぬまづしりつ はらひがししょうがっこう）は、静岡県沼津市大塚にある公立小学校。

## 沿革
- 1981年（昭和56年）
  - 4月1日 - 「沼津市立原小学校」から独立して発足[1]。
  - 5月11日 - 校章決定[1]。
  - 6月8日 - 開校式を行い、この日を開校記念日とする[1]。
- 1982年（昭和57年）
  - 1月23日 - 校歌制定を記念し発表授受式典挙行[1]。
  - 3月31日 - プール完成[1]。
- 1983年（昭和58年）6月30日 - 校旗完成[1]。
- 1985年（昭和60年）2月21日 - 体育館完成[1]。
- 1990年（平成2年）11月25日 - 開校10周年記念（式典・秋祭り）[1]。
- 2000年（平成12年）11月22日 - 創立20周年記念式典・発表会[1]。
- 2010年（平成22年）11月7日 - 創立30周年記念式典[1]。

## 関連事項
- 静岡県小学校一覧